# 톰 아스피날
톰 아스피날(Tom Aspinall, 1993년 4월 11일 ~ )은 영국의 종합격투기 선수로, 현재 UFC 헤비급 챔피언이다. 빠른 경기 운영과 높은 피니시율을 자랑하는 헤비급 파이터로, 2023년 인터림 챔피언에 오른 뒤, 2025년 존 존스의 은퇴로 정식 챔피언에 등극하였다.

## 생애
잉글랜드 솔퍼드 출신으로, 아버지로부터 주짓수를 배우며 유년 시절부터 무도에 익숙했다. 복싱과 레슬링을 병행해 수련했으며, 영국 내 지역 대회에서 두각을 나타냈다.

## 경력

### 초기 활동
2014년 프로로 데뷔한 후 BAMMA, Cage Warriors 등 유럽 단체를 거쳐 활동하였다.

### UFC 활동
2020년 UFC에 입성해 데뷔전 포함 다수의 경기를 1라운드 내 피니시로 끝내며 주목받았다. 알렉산더 볼코프, 마르친 티부라, 서게이 파블로비치, 커티스 블레이즈 등을 제압하며 헤비급 타이틀 전선에 진입했다.
2023년 UFC 295에서 서게이 파블로비치를 1라운드 KO로 꺾고 인터림 챔피언에 등극했다. 이후 2024년 UFC 304에서 블레이즈와 재대결을 펼쳐 1라운드 KO로 승리했다. 2025년 존 존스의 공식 은퇴 선언으로 정식 UFC 헤비급 챔피언이 되었다.

## 파이팅 스타일
기본적으로 복싱을 기반으로 한 타격형 파이터이며, 빠른 손놀림과 거리 조절 능력이 뛰어나다. 주짓수 블랙벨트 소유자로 서브미션 능력도 우수하며, 헤비급답지 않게 민첩한 움직임과 다재다능한 피니시 능력을 보유하고 있다.

## 종합격투기 전적
| 결과 | 전적 | 상대              | 방식                          | 대회                                  | 날짜             | 장소               |
| ---- | ---- | ----------------- | ----------------------------- | ------------------------------------- | ---------------- | ------------------ |
| 승   | 15–3 | 커티스 블레이즈   | KO (펀치)                     | UFC 304                               | 2024년 7월 27일  | 맨체스터, 잉글랜드 |
| 승   | 14–3 | 서게이 파블로비치 | KO (펀치)                     | UFC 295                               | 2023년 11월 11일 | 뉴욕, 미국         |
| 승   | 13–3 | 마르친 티부라     | TKO (펀치)                    | UFC Fight Night: Aspinall vs. Tybura  | 2023년 7월 22일  | 런던, 잉글랜드     |
| 패   | 12–3 | 커티스 블레이즈   | TKO (무릎 부상)               | UFC Fight Night: Blaydes vs. Aspinall | 2022년 7월 23일  | 런던, 잉글랜드     |
| 승   | 12–2 | 알렉산더 볼코프   | 서브미션 (암 트라이앵글 초크) | UFC Fight Night: Volkov vs. Aspinall  | 2022년 3월 19일  | 런던, 잉글랜드     |

## 주요 타이틀 및 수상
- UFC 헤비급 챔피언 (2025년 ~ )
- UFC 인터림 헤비급 챔피언 (2023년)
- Performance of the Night 수상 다수
- UFC 헤비급 최단시간 피니시 3회 기록 보유

## 관련 문서
- UFC
- 헤비급 (MMA)
- 존 존스
- 서게이 파블로비치
- 커티스 블레이즈